# Абдельмонем, Сайед
Сайед Абдельмомен (араб. سيد عبد المنعم سيد حامد‎; 25 сентября 1988, Каир, Египет) — египетский борец греко-римского стиля, участник летних Олимпийских игр 2012 года, чемпион Африки 2010 года.

## Спортивная биография
На чемпионате Африки 2010 года Абдельмомейн выиграл свою первую значимую награду, став первым в категории до 60 кг. В 2012 году Сайед принял участие в летних Олимпийских играх в Лондоне. В 1/8 финала соревнований в категории до 60 кг египетский борец ничего не смог противопоставить грузинскому спортсмену Ревазу Лашхи. Но так как Лашхи смог дойти до финала соревнований Абдельмомену выпала возможность побороться за бронзовую медаль. В полуфинале утешительного турнира египтянину противостоял россиянин Заур Курамагомедов. Схватка получилась очень упорной. Сайед смог выиграть первый период (4:0), но, уступив в двух следующих выбыл из борьбы за медали.